# Ро Де У
Ро Де У (кор. 노태우, 盧泰愚, No Tae-u, No T'aeu; 4 грудня 1932 — 26 жовтня 2021) — корейський військовик і політик, шостий президент Республіки Корея.

## Життєпис
Ро Де У народився 1932 року, брав участь у Корейській війні 1950–1953 років, був кадровим армійським офіцером. Іще в школі він потоваришував із Чон Ду Хваном, який очолював країну в 1980–1988 роках. Ро і Чон разом закінчили Корейську військову академію 1955 року, 1979 року Ро Де У отримав звання генерала.
У жовтні 1979 року президент Пак Чон Хі, який проводив економічні реформи, був убитий, а в грудні Чон і деякі інші офіцери здійснили державний переворот. Ро, який на той час був високопоставленим командиром, надав їм вирішальну підтримку і став членом хунти, яку очолив Чон Ду Хван. Чон став президентом у серпні 1980 року.
У 1981 Ро пішов у відставку з військової служби і пізніше обіймав ряд міністерських посад, включаючи міністра з політичних питань (1981), спорту (1982) і внутрішніх справ (1982). Будучи головою Олімпійського організаційного комітету Сеула з 1983 по 1986 рік, займався підготовкою Південної Кореї до літніх Олімпійських ігор 1988 року, що проходили в Сеулі.

### Президенство
Ро Де У став наступником військового президента Південної Кореї Чон Ду Хвана, здобувши перемогу на перших демократичних виборах у країні 1987 року, де випередив кандидатів від опозиції, які згодом також стали президентами країни: Кім Йон Сама та Кім Де Чжуна. Ро розпочав свій п'ятирічний термін на посаді президента 25 лютого 1988 року.
Як президент Ро взяв курс на демократизацію південнокорейської політики. Його уряд установив і зміцнював дипломатичні відносини з Радянським Союзом і Китаєм, добився прийняття Південної Кореї (1991) в Організацію Об'єднаних Націй і підписав угоду (1991) про ненапад з Північною Кореєю.
Під час перебування Ро Де У на посаді столиця Південної Кореї Сеул приймала 1988 року літні Олімпійські ігри.

### Переслідування
У лютому 1993 року Ро Де У на посаді президента змінив Кім Йон Сам, чиї подальші антикорупційні реформи були спрямовані проти Ро та Чона.
У жовтні 1995 року Ро публічно вибачився за те, що за час свого президентства незаконно накопичив сотні мільйонів доларів. Йому було пред'явлено звинувачення і він постав перед судом за корупцію, а також за заколот і підбурювання до заколоту та за участь у перевороті 1979 року.
У серпні 1996 року Ро Де У був визнаний винним за всіма пунктами звинувачення, його засудили до 22,5 років ув'язнення, пізніше термін було скорочено до 17 років зі штрафом у понад $300 млн. Чон Ду Хван також був звинувачений у багатьох злочинах, зокрема у державній зраді через події у Кванджу і засуджений до смертної кари, але потім вирок був пом'якшений на довічне ув'язнення.
У 1997 році Ро Де У та Чон Ду Хван були помилувані рішенням президента Кім Де Чжуна і випущені з в'язниці..